# 瓦莱斯皮尔
瓦莱斯皮尔（法语，法語發音：[valɛspiʁ]，加泰隆尼亞語發音：[bəʎəsˈpi]）是法国东比利牛斯省的一个传统地区，也是北加泰罗尼亚的一个历史县份，领土与泰克河谷相当。